# Bộ ba trời giáng: Câu chuyện ở Arcadia
Bộ ba trời giáng: Câu chuyện ở Arcadia (gọi tắt là Bộ ba trời giáng; tên tiếng Anh: 3Below: Tales of Arcadia) là sê-ri phim hoạt hình máy tính của Mỹ thuộc thể loại khoa học kỳ ảo được sản xuất bởi hãng DreamWorks Animation và là bộ thứ hai trong bộ ba loạt phim Chuyện xứ Arcadia của Guillermo del Toro.
Bộ phim được thông báo đi vào sản xuất vào ngày 12 tháng 12, 2017 bởi hai hãng Netflix và DreamWorks. Vào ngày 5 tháng 10, 2018, ngày công chiếu được ấn định đồng thời đoạn phim quảng cáo nhỏ đầu tiên cũng được phát hành. 13 tập của mùa 1 được phát hành vào ngày 21 tháng 12 cùng năm trên nền tảng Netflix. Và mùa 2 của loạt phim cũng được công chiếu vào ngày 12 tháng 7, 2019 trên Netflix.
Nối tiếp sự thành công của phần phim Bộ ba trời giáng, hãng sản xuất phim cũng đã ra thông báo phần cuối cùng của loạt phim Chuyện xứ Arcadia sẽ được ra mắt vào ngày 7 tháng 8, 2020 với tựa đề Pháp sư: Chuyện xứ Arcadia và đây cũng là phần sê-ri cuối cùng. Để kết thúc chuỗi phim, hãng sản xuất cũng đã cho ra mắt phần phim điện ảnh mang tên Thợ săn yêu tinh: Titan trỗi dậy sẽ xuất hiện trên Netflix vào ngày 21 tháng 7, 2021.

## Cốt truyện

### Mùa 1
Hai chị em Aja và Krel vốn là Công chúa và Hoàng tử của gia tộc hoàng gia nhà Tarron tại hành tinh Akiridion-5. Tuy nhiên, sau cuộc đảo chính bởi Tướng quân độc tài Val Morando tại nơi đây, cả hai phải bất đắc dĩ cùng vệ sĩ của họ là Varvatos dùng chiếc thuyền Mẫu hạm để trốn thoát khỏi hành tinh và đáp xuống Trái Đất để lẩn trốn và chờ đợi cha mẹ của họ là Vua Fialkov và Hoàng hậu Coranda hồi sinh. Biết được thông tin nơi ẩn náu của hai chị em, tên tướng quân độc ác đã ra lệnh cho Anh em nhà Zeron đến Trái Đất để bắt Aja và Krel về. Và cả ba vừa phải học cách thích nghi với cuộc sống loài người, vừa phải chống lại sự truy bắt của Anh em nhà Zeron.
Song song đó, tại hành tinh Akiridion-5, sau khi tìm cách để ngăn chặn Val Morando và tìm kiếm thông tin về Công chúa Aja và Hoàng tử Krel, Zadra - một trong những hộ vệ cao quý hoàng gia đã phát hiện ra Vex đã giúp đỡ tên tướng quân trong cuộc đảo chính, cô tức tốc đến Trái Đất để báo cho hai chị em biết về tin này. Sau khi biết được sự thật, Aja và Krel đã quyết định lưu đày Vex ở Trái Đất vĩnh viễn. Trong thời gian bị lưu đày, Vex đã bị Anh em nhà Zeron bắt giữ và nhốt tại Mặt Trăng của Trái Đất.

### Mùa 2
Tiếp nối bối cảnh của mùa 1, mùa 2 mở đầu bằng hành trình của Aja và Krel cùng với Zadra đi giải cứu Vex. Trong quá trình thực hiện nhiệm vụ giải cứu, cả bọn đã nhận ra được sự phát hiện của Morando trên Trái Đất. Cả nhóm lại tiếp tục công cuộc chiến đấu với tướng quân Morando để bảo vệ Trái Đất.
Sau khi thành công đánh bại hắn, Aja (lúc này đã trở thành Nữ hoàng), Vex, Zadra và Luug (thú cưng của Aja) đã quyết định trở về hành tinh của mình cùng với sự tham gia của Eli, một cậu bạn của cả hai với nhiệm vụ tình nguyện trở thành Đại sứ của Trái Đất tại hành tinh Akiridion-5. Còn về phía Hoàng tử Krel, anh cũng quyết định sẽ chọn Trái Đất là ngôi nhà mới của mình và sẽ ở lại cùng với những người bạn thân loài người.

## Lồng tiếng
- Tatiana Maslany lồng tiếng vai Nữ hoàng Coranda Akrium-Tarron và Công chúa Aja Tarron
- Diego Luna lồng tiếng vai Hoàng tử Krel Tarron
- Nick Offerman lồng tiếng vai Varvatos Vex
- Glenn Close lồng tiếng vai Mẫu hạm
- Frank Welker lồng tiếng vai Luug
- Alon Aboutboul lồng tiếng vai Val Morando
- Uzo Aduba lồng tiếng vai Colonel Kubritz
- Oscar Nuñez lồng tiếng vai Hạ sĩ quan Costas
- Andy Garcia lồng tiếng vai Vua Fialkov Ventus-Tarron
- Tom Kenny lồng tiếng vai Bố thay thế
- Cheryl Hines lồng tiếng vai Mẹ thay thế
- Nick Frost lồng tiếng vai Stuart
- Darin De Paul lồng tiếng vai Zeron Alpha
- Ann Dowd lồng tiếng vai Zeron Omega
- Hayley Atwell lồng tiếng vai Zadra
- Jennifer Hale lồng tiếng vai Izita
- Chris Obi lồng tiếng vai Loth Saborian
- Danny Trejo lồng tiếng vai Tronos
- Cole Sand lồng tiếng vai Eli Pepperjack
- Steven Yeun lồng tiếng vai Steve Palchuk
- J.B. Smoove lồng tiếng vai Phil
- Tom Wilson lồng tiếng vai Huấn luyện viên Lawrence
- Charlie Saxton lồng tiếng vai Toby
- Fred Tatasciore lồng tiếng vai AAARRRGGHH!!!, Thầy Uhl, Neb, Magmatron
- Matthew Waterson lồng tiếng vai Ông Johnson
- Emile Hirsch lồng tiếng vai Jim Lake Jr.
- Lexi Medrano lồng tiếng vai Claire Nuñez
- Kelsey Grammer lồng tiếng vai Blinky
- Jonathan Hyde lồng tiếng vai Stricklander
- Alfred Molina lồng tiếng vai Archie
- Yara Shahidi lồng tiếng vai Darci Scott
- Colin O'Donoghue lồng tiếng vai Douxie "Big D"

Ngoài ra, nhân vật Công chúa Aja và Hoàng tử Krel cũng đã từng xuất hiện trong sê-ri phim Thợ săn yêu tinh: Truyền thuyết Arcadia với hình dạng con người.

## Tập phim

### Mùa 1 (2018)
| '   |     |                          |                                      |                                                                   |                      |
| 1–2 | 1–2 | "Vùng đất xa lạ"         | Guillermo del Toro and Rodrigo Blaas | Guillermo del Toro and Marc Guggenheim                            | 21 tháng 12 năm 2018 |
| 3   | 3   | "Sức mạnh ý chí"         | Johane Matte                         | Matthew Chauncey, Aaron Eisenberg, Will Eisenberg, and Lila Scott | 21 tháng 12 năm 2018 |
| 4   | 4   | "Kẻ cản đường"           | Elaine Bogan                         | Aaron Eisenberg and Will Eisenberg                                | 21 tháng 12 năm 2018 |
| 5   | 5   | "Hành trình đụng độ"     | Andrew Schmidt                       | Matthew Chauncey                                                  | 21 tháng 12 năm 2018 |
| 6   | 6   | "Aja mơ hồ"              | Johane Matte                         | A.C. Bradley                                                      | 21 tháng 12 năm 2018 |
| 7   | 7   | "Tẩu thoát"              | Johane Matte                         | Lila Scott                                                        | 21 tháng 12 năm 2018 |
| 8   | 8   | "Vị khác không mời"      | Elaine Bogan                         | A.C. Bradley                                                      | 21 tháng 12 năm 2018 |
| 9   | 9   | "Nhiệm vụ bất khả thi"   | Andrew Schmidt                       | Aaron Eisenberg and Will Eisenberg                                | 21 tháng 12 năm 2018 |
| 10  | 10  | "Nhiệm vụ Arcadia"       | Johane Matte and John Laus           | Matthew Chauncey                                                  | 21 tháng 12 năm 2018 |
| 11  | 11  | "Thú nhận"               | Elaine Bogan                         | Lila Scott                                                        | 21 tháng 12 năm 2018 |
| 12  | 12  | "Đêm cuối trên Trái Đất" | Andrew Schmidt                       | Matthew Chauncey, Aaron Eisenberg, and Will Eisenberg             | 21 tháng 12 năm 2018 |
| 13  | 13  | "Robot Điềm Báo xấu xa"  | Rodrigo Blaas                        | A.C. Bradley and Lila Scott                                       | 21 tháng 12 năm 2018 |

### Mùa 2 (2019)
| '     |       |                                      |                                                                       |                                                                 |                     |
| 14    | 1     | "Ngày chuyển nhà"                    | Andrew Schmidt                                                        | Lila Scott                                                      | 12 tháng 7 năm 2019 |
| 15    | 2     | "Chạy dưới trăng"                    | Johane Matte                                                          | Matthew Chauncey                                                | 12 tháng 7 năm 2019 |
| 16    | 3     | "Ngày cẩu chiến mùa hè"              | Elaine Bogan                                                          | Aaron Eisenberg & Will Eisenberg                                | 12 tháng 7 năm 2019 |
| 17    | 4     | "Ngày của mẹ"                        | Andrew L. Schmidt                                                     | Matthew Chauncey                                                | 12 tháng 7 năm 2019 |
| 18    | 5     | "Gọng kìm kẻ thù"                    | Elaine Bogan & Francisco Ruiz Velasco                                 | Ian Rickett                                                     | 12 tháng 7 năm 2019 |
| 19    | 6     | "Có điều gì đó về Gwen (của Gorbon)" | Johane Matte                                                          | Aaron Eisenberg & Will Eisenberg                                | 12 tháng 7 năm 2019 |
| 20    | 7     | "Thiên thạch cuồng bạo"              | Andrew Schmidt                                                        | Matthew Chauncey, Aaron Eisenberg & Will Eisenberg & Lila Scott | 12 tháng 7 năm 2019 |
| 21    | 8     | "Luug bị lạc"                        | Johane Matte                                                          | Lila Scott                                                      | 12 tháng 7 năm 2019 |
| 22    | 9     | "Sự sụp đổ của Nhà Tarron"           | Francisco Ruiz Velasco & Elaine Bogan                                 | AC Bradley                                                      | 12 tháng 7 năm 2019 |
| 23    | 10    | "Giấc ngủ dài"                       | Rodrigo Blaas                                                         | Matthew Chauncey                                                | 12 tháng 7 năm 2019 |
| 24    | 11    | "Cuộc đua tới Chợ Yêu tinh"          | Andrew Schmidt                                                        | Aaron Eisenberg & Will Eisenberg & Lila Scott                   | 12 tháng 7 năm 2019 |
| 25–26 | 12–13 | "Kết thúc huy hoàng"                 | Francisco Ruiz Velasco (Phần 1) Rodrigo Blaas & Johane Matte (Phần 2) | AC Bradley, Marc Guggenheim, Ian Rickett & Lila Scott           | 12 tháng 7 năm 2019 |

## Đánh giá

### Phê bình
Phim hay